# (35264) 1996 NM5
1996 NM5 (asteroide 35264) é um asteroide da cintura principal. Possui uma excentricidade de 0.12555240 e uma inclinação de 6.49113º.
Este asteroide foi descoberto no dia 14 de julho de 1996 por Eric Walter Elst em La Silla.